# Ami Radunskaya
Ami Elizabeth Radunskaya é uma matemática e música americana. Ela é professora de matemática no Pomona College, onde se especializou em sistemas dinâmicos e nas aplicações da matemática à medicina, como o uso de autômatos celulares para modelar a distribuição de medicamentos. Em 2016 foi eleita presidente da Association for Women in Mathematics (AWM).

## Educação e início de carreira
Radunskaya fez seus estudos de graduação na Universidade da Califórnia, Berkeley, como mãe solteira. Lá, ela estudou ciência da computação e química antes de se formar em matemática. Ela concluiu seu doutorado em matemática na Universidade de Stanford em 1992, sob a supervisão de Donald Samuel Ornstein; sua dissertação foi intitulada Propriedades Estatísticas dos Fluxos Determinísticos bernoulli.